# تونی وارد
تونی وارد (انگلیسی: Tony Ward؛ زادهٔ ۱۰ ژوئن ۱۹۶۳) مدل (شخص)، هنرپیشه و عکاس اهل ایالات متحده آمریکا است.